# Holcocoleus
Holcocoleus es un  género de coleópteros adéfagos de la familia Carabidae.

## Especies
Comprende las siguientes especies:
- Holcocoleus latus (LaFerte-Senectere, 1851)
- Holcocoleus melanopus Andrewes, 1936